# Hexaglandula karachiensis
Hexaglandula karachiensis är en hakmaskart som beskrevs av Bilgees 1971. Hexaglandula karachiensis ingår i släktet Hexaglandula och familjen Polymorphidae. Inga underarter finns listade i Catalogue of Life.